# 李春芳 (正德進士)
李春芳（1500年—？），字實夫，山西太原府陽曲縣人，明朝政治人物。

## 生平
正德十一年（1516年）丙子科山西鄉試第四十四名。正德十六年（1521年）辛巳科進士第三甲第六十三名。改翰林院庶吉士。嘉靖元年（1522年）十一月授兵部主事。嘉靖三年（1524年）大禮議期間，參與左順門哭諫。歷升兵部郎中，出为順德府知府，丁憂去職。

## 家族
曾祖父李仲資；祖父李淮；父親李鳴鳳，曾任知縣。母汪氏。具庆下。弟李春華。